# Hífen-menos
O hífen-menos é o caracter da posição 2DHEX da tabela ASCII e outros padrões que derivem dela. É usado como hífen, sinal de menos e como travessão.
Foi uma concessão que fez sentido no início do uso de máquinas de escrever e monitores de computador de largura fixa mas que produz resultados de baixa qualidade sob o ponto de vista tipográfico. Entretanto seu uso persiste até hoje pois é fácil de digitar em teclados comuns, conhecido por todos e tem o mesmo código em todas as codificações de caracteres comuns.
1. ↑  Jukka K. Korpela (2006). Unicode explained. [S.l.]: O'Reilly. p. 382. ISBN 978-0-596-10121-3